# 无茎亮蛇床
无茎亮蛇床（学名：Selinum cortioides）为伞形科亮蛇床属的植物。分布于锡金、不丹、尼泊尔以及中国大陆的西藏等地，生长于海拔4,700米的地区，多生于山坡岩石缝中，目前尚未由人工引种栽培。